# Töltőtoll

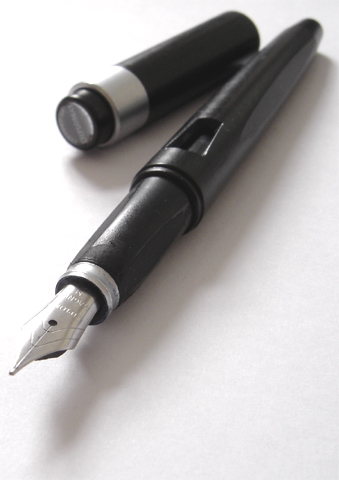
Modern töltőtoll

A töltőtoll a tinta felszívására és tárolására alkalmas íróeszköz.

## A kalifa kívánságától az első töltőtollakig
Az első „tartállyal” rendelkező tollról a legkorábbi feljegyzések a 10. századból származnak; 953-ban Maad-al-Muizz egyiptomi kalifa olyan tollat szeretett volna, amelyik nem hagy nyomot a kezén illetve a ruháján, ezért készítettek neki egy olyan tollat, amely a tintát egy kis tartályban tárolta, és a gravitáció, illetve a hajszálerek működéséhez hasonlóan juttatta el a tintát a tollhegybe. Ahogyan egy korabeli történész feljegyezte, al-Muizz kívánsága az volt, hogy:
„Olyan tollat készítsünk, amelyet úgy tud használni a tulajdonosa, hogy nem keni össze magát, és amelynek a belsejében található a tinta; amelyet bárki fel tud tölteni, és azt írhasson vele, amit csak akar. A tulajdonos akár az ingujjába is tehesse ezt a tollat, anélkül hogy a tinta nyomot hagyna vagy kiszivárogna. A tinta csak akkor folyhasson ki belőle, amikor a tulajdonosa írni szeretne. Úgy tudjuk, előttünk még senki sem készített ilyen eszközt.”
1636-ban egy német feltaláló, Schwenter írt le egy töltőtollhoz hasonló eszközt, amely két pennából állt; az egyik volt a tintatartály, amely a másik pennában helyezkedett el. A tintát tartalmazó pennát dugóval zárták le, nehogy kifolyjon a tinta. Ahhoz, hogy írni lehessen vele, a tintát egy kis lyukon keresztül préselték ki a papírra.
A töltőtoll fejlődése igen lassú folyamat volt, mivel a korabeli tudósok nehezen értették meg, mi a levegő szerepe a folyamatban, illetve mivel a tinta erősen korrozív, maró hatású volt.
Az első szabadalmazott töltőtoll feltalálása a román Petrache Poenaru nevéhez fűződik, aki 1827-ben kapta meg a szabadalmi jogot egy cserélhető patronos töltőtollra Franciaországban. Ez a toll gördülékeny írást tett lehetővé a csöpögés veszélye nélkül. Az 1850-es években felgyorsult a töltőtoll-szabadalmaztatás és -gyártás. Azonban három jelentős újítás tette lehetővé, hogy a töltőtoll népszerű íróeszközzé váljon: az irídium végű arany tollhegy, a keménygumi, illetve a szabadon folyó tinta felfedezése. Az első toll, amely az összes említett elemet tartalmazta, az 1850-es években jelent meg.

## A töltőtollak tömeggyártása

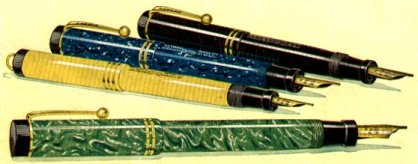
Parker tolla

Az 1880-as években kezdődött meg a töltőtollak tömeggyártása. A legjelentősebb amerikai töltőtollgyártó vállalat ebben az úttörő időszakban a Waterman és Wirt volt (New York, Bloomberg, Pennsylvania). Waterman hamarosan kivásárolta Wirt-öt, és egészen az 1920-as évek elejéig piacvezető maradt.
1884-ben egy biztosítási ügynöknek elege lett a toll és a tinta kényelmetlen használatából, és forradalmasította a tollak világát. Mr. Watermannek sem mérnöki, sem tudományos képzettsége nem volt, mégis kikutatta azt, amit értelmiségiek százai nem tudtak. Felfedezte, hogy a hajszálcsöves elmélet nyomán egy jelentős, dinamikus atmoszferikus nyomás érhető el. Az adagolóban, mely a tintát a tollhegy hátsó oldalán a papírra tereli el, Waterman két vagy három vezetéket, illetve csatornát alakított ki, amely a levegő és a folyadék egyidejű mozgását tette lehetővé. A levegő a felhasznált tinta helyére került.
Ebben az időszakban a töltőtollakat úgy töltötték fel, hogy egy nagy tartályból merítették a tintát, és egy szemcseppentő-szerű eszközzel juttatták a tollba. Ez azonban nagyon lassú és maszatos módszer volt. Emellett a tollak gyakran szivárogtak. Miután megoldódtak az anyaggal, valamint a tinta írás közbeni szivárgásával kapcsolatos problémák, szükség volt egy új, egyszerű és kényelmes öntöltő mechanizmus felfedezésére.
Az öntöltő rendszer kialakulása a századfordulóra tehető, a legfontosabb próbálkozások pedig Conklin, Waterman, Sheaffer és Parker nevéhez fűződnek.
Ezután az érdeklődés a szivárgás problémája felé fordult. A korai megoldások egy dugószerű lezárási mechanizmust alkalmaztak, ami úgy zárta le a tintatartályt, mint egy üveget (F.C. Brown- Caw’s Pen and Ink Co.; Morris W. Moore Bostonból). 1907-ben Waterman piacra dobta a saját, ún. biztonsági tollát, amely a legszélesebb körben terjesztett termék lett.
Európában az 1838-as alapítású német Pelikan cég 1929-ben dobta piacra saját gyártmányú töltőtollát, a horvát Slavoljub Penkala cég szabadalma alapján (1907-ben szabadalmaztatták, tömeggyártása 1911-ben kezdődött meg), illetve a magyar Kovács Tódor dugattyús töltőjét (töltőmechanizmusát) használva (1925).
A következő évtizedek rengeteg technológiai újítást hoztak: a gumit celluloiddal helyettesítették, ami lehetővé tette, hogy többféle színben és dizájnban készüljenek a tollak. Ezzel egy időben új töltési mechanizmusokon is dolgoztak a gyártók. A két világháború közötti időszakban jelentek meg olyan fontos és említésre méltó modellek, mint a Parker Duofold és a Pelikan 100.
Parker az 1920-as években kifejlesztett egy új öntöltő tollat, ami a Lucky Curve öntöltési mechanizmust használta, így könnyebb volt a használata. A toll különlegessége, hogy több színben is megjelent, és közel 7 hüvelyk hosszúságú volt.

## A modern töltőtoll hegye
A modern töltőtollhegy alapja a már említett irídium végű arany mártós töltőtoll hegye (az 1830-as évekből). Ma a hegyeket már rozsdamentes acélból, vagy 14, 18 karátos aranyból készítik. Az arany a legalkalmasabb fém erre a célra rugalmassága és korrózió-ellenállása miatt. Az acélhegyek szintén erősek. A tollhegy rendszerint középen félbe van vágva, hogy a tintát a kapilláris-mechanizmus segítségével a papírra vezesse, illetve különféle alakú, ún. „lélegző lyukak” segítik a levegőcserét a tintatartályban. Ez utóbbi másik funkciója, hogy megóvja a hegyet a töréstől, amit a használat során keletkezett nyomás okozhatna.
Az ún. kalligrafikus tollhegyekben gyakran nemcsak egy bevágás (slit) van, hanem több, hogy ezzel is növeljék az átfolyó tinta mennyiségét. Érdekesség, hogy a három részre osztott hegyű tollakat „zenetollaknak” is hívják, mivel általában ezeket használják a kottaíráshoz.
Bár a legtöbb tollhegy kör alakban végződik (különböző méretben), más alakú hegyek is előfordulnak. Egyéb típusú hegyek például a Parker 51-es kampós hegye.
A kora 20. századi töltőtollak általában rugalmas heggyel készültek, alkalmazkodva a korszakban divatos kézírási stílushoz (pl. Copperplate). Az 1940-es évekre a keményebb hegyek jöttek divatba, mivel gyakran írtak indigóval, és szükség volt olyan hegyre, amely jól bírta a nagyobb nyomást is. A rugalmas hegy így egyre inkább háttérbe szorult, mivel nagyon sérülékeny volt. A jó tollhegy ismérve ugyanis, hogy tartós, gyakran még a tulajdonost is túléli: sok több évtizedes töltőtoll ma is használható.

## Tárolási mechanizmusok
A korai időkben a tollakat szemcseppentővel töltötték fel. Ez nehézkes és maszatos eljárás, ezért ma már nemigen gyártanak ilyen tollakat. Majd megjelentek a tömeggyártott öntöltő készletek, amelyek esetén főként gumitömlőt használtak a tinta tárolására. Ha a tömlőt megnyomták, a tinta különféle módokon eljutott a tollba.
A Conklin félhold alakú töltő (1901) volt az első tömegesen gyártott töltőeszköz. Az 1950-es években jelentek meg a modern műanyag tintapatronok. A mai tollak dugattyús töltővel vagy patronnal tölthetők; több tollnál konvertert kell használni, egy olyan eszközt, amelyik ugyanolyan mint a tollhoz tartozó szár, de van töltőmechanizmusa és egy tartálya is. Ez lehetővé teszi, hogy akár patronból, akár tintásüvegből is feltölthessük a tollat.
A modern töltési mechanizmust először a Pelikan használta 1929-ben, horvát találmány alapján. Az alapötlet egyszerű: el kell fordítani egy gombot a toll végén, mire egy csavarmechanizmus felhúz egy dugattyút, és felszívja a tintát. Bár az így tölthető tollak kapacitása kisebb volt – mivel korlátozott volt a dugattyú mérete -, sokkal könnyebb volt feltölteni őket.
Az ún. „Touchdown” töltőt Sheaffer találta fel 1949-ben. A töltéshez ki kell csavarni egy gombot a szár végén, és a csatlakoztatott szelepszárat teljes hosszúságában ki kell húzni. A hegyet belemártjuk a tintába, benyomjuk a szelepszárat, lenyomva tartjuk, és hagyjuk, hogy a dugattyú feltöltődjön tintával a légnyomás segítségével. Ez körülbelül 10 másodpercig tart.
A kapilláris elven működő töltőrendszert először a Parker vezette be 1956-ban. Itt nem voltak kivehető, mozdítható részek, a tintatartály a tollhengeren belül felülről nyitott volt, de tartalmazott egy rugalmas plasztik dugót is. Töltéskor a szárat lecsavarozták, így kinyílt a tintatartály, melyet tintába merítettek, és a tinta felszívódott a tollba.
A 21. század elején vezetett be a Pelikan egy új töltőrendszert, amely olyan szelepet jelent a toll végén, ami egy speciális tintásüveghez illeszthető, így a toll „saját maga” szívja fel a tintát a szárba. Ezt eddig csak a Pelikan „Level” szériájában használták, de nagyon sikeres megoldásnak bizonyult (vesd össze: golyóstoll).

## Patronok
A legtöbb márka (pl. Faber-Castell, DuPont, Pelikan, Montblanc, Bexley, Rotring stb.) az ún. nemzetközi patront használja (ezt európai, standard, vagy univerzális patronnak is hívják): rövid (38 milliméter hosszú, 0,75 milliliter töltési kapacitású) és hosszú (72 milliméter, 1,45 milliliter) fajtái vannak. Ez egyfajta standard patront jelent, mindenféle gyártó mindenféle tollához használható. Vannak olyan kompakt töltőtollak is, amelyekbe csak a rövid patron illeszthető, bár a legtöbbe mindkét fajta. Konverterek nem használhatók (kivéve az ún. minikonverter a Monteverde-től).
Több töltőtollgyártó cég kifejlesztette a saját patronját is, pl. a Parker, a Lamy, a Cross stb. Az Aurora, a Hero, a Duke és az Uranus tollakba jók a Parker betétek is és vice versa (nem hivatalosan a Lamyba is).
A töltőtollak patronjait egy apró műanyag golyó zárja le. Amikor a patront belenyomjuk a tollba, egy rövid tű kilyukasztja a patront, a golyó pedig belehullik a patronba.
Bár a patronok tiszta és kényelmes töltést tesznek lehetővé, még mindig árulnak konvertereket és töltőkészleteket is, mivel ezek gazdaságosabbak hosszú távon – hiszen általában az üveges tinta olcsóbb, mint a patronok -, a környezetbarátok szerint így kevesebb műanyag hulladék keletkezik, továbbá könnyebb a tollak tisztítása és szélesebb a tintaválaszték is.

## Töltőtollak ma

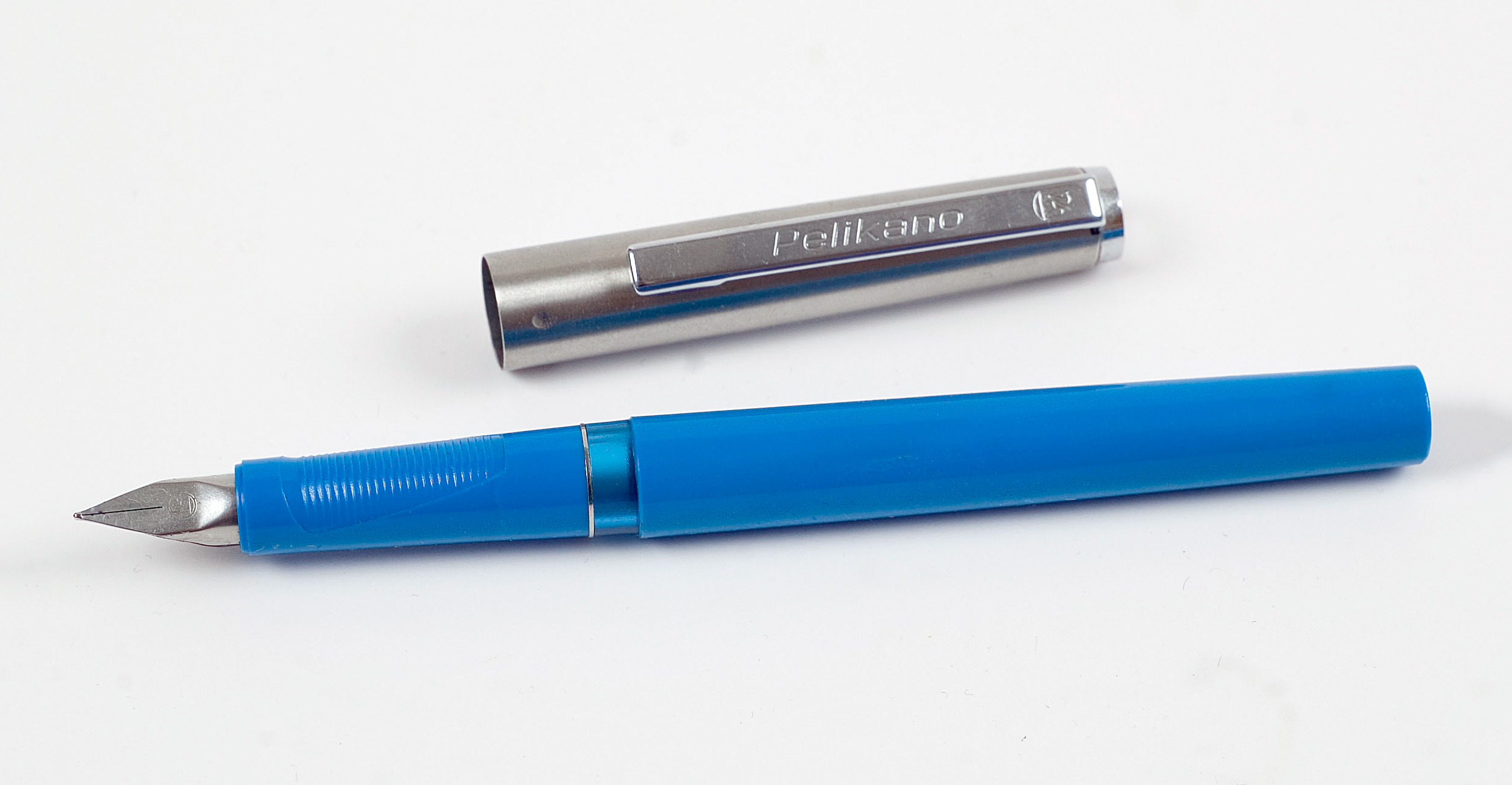
Egy modern, fémből és műanyagból készült töltőtoll

A jó minőségű acél és arany töltőtollak mai is megvásárolhatóak elérhető áron, főleg Európában és Kínában, sőt még eldobható töltőtollat is lehet venni.
Ma is sokan használnak töltőtollat, aminek az a fő oka, hogy kényelmes, erőfeszítés nélküli írást tesz lehetővé (pl. köszvényben szenvedők nem is tudnak golyóstollat használni), tartós, szép, nagyon sokféle tintával használható, és értékes. Emellett időtlen eleganciát képvisel, és személyes, amit a golyóstollról és a számítógépről nem mondhatunk el.
A töltőtollak egyben műtárgyak is. Készülhetnek nemesfémből, vagy egy speciális maki-e eljárás alapján. Nagyon sokan gyűjtik és használják a régi és modern töltőtollakat, de a gyűjtők rendszeresen cserélnek információkat a tintákról, tintatartókról is.